# Keeper of the Seven Keys, Part 2
Keeper of the Seven Keys, Part 2 är det tyska power metal-bandet Helloweens tredje studioalbum, utgivet i augusti 1988 på Noise Records på vinyl och CD.

## Bakgrund
Singlarna "Dr. Stein" och "I Want Out" släpptes i augusti respektive oktober samma år. Den senare innehåller b-sidan "Save Us" som också är bonusspår på CD-versionen av albumet.
Keeper of the Seven Keys, Part 2 brukar, tillsammans med föregångaren Keeper of the Seven Keys, Part 1, räknas som milstolpar inom power metal-genren. Helloween gick här från att vara ett renodlat speed metal-band till att bli föregångare inom en ny sorts europeisk power metal. Då Michael Kiske tagit över leadsångarpositionen kunde Kai Hansen fokusera på gitarren och låtskrivandet. Hansen och gitarristen Michael Weikath har skrivit några av bandets mest kända låtar, såsom "I Want Out", "March of Time", "Dr. Stein" och "Eagle Fly Free", som alla är inkluderade på skivan.
Keeper of the Seven Keys, Part 2 rankades som nummer ett på Metal Hammers lista över de 25 bästa power metal-albumen genom tiderna.
Bandet ville ursprungligen släppa de båda delarna av Keeperssagan som ett album, men skivbolaget vägrade. Först 1993 gavs de båda skivorna ut tillsammans.
En musikvideo spelades in till "I Want Out".
Helloween turnerade frekvent och var förband till Iron Maiden, och spelade två spelningar i Sverige 1988. Den 30 september på Hovet och den 1 oktober på Scandinavium. 
2005 släppte Helloween, nu med Andi Deris som sångare, en tredje del i serien - Keeper of the Seven Keys, Part 3 - The Legacy.

## Låtlista

### Vinyl-LP
Sida A
1. Invitation (Weikath) – 1:06
2. Eagle Fly Free (Weikath) – 5:08
3. You Always Walk Alone (Kiske) – 5:08
4. Rise and Fall (Weikath) – 4:20
5. Dr. Stein (Weikath) – 5:03
6. We Got the Right (Kiske) – 5:07

Sida B
1. March of Time (Hansen) – 5:13
2. I Want Out (Hansen) – 4:39
3. Keeper of the Seven Keys (Weikath) – 13:38

Bonusspår på CD: Save Us (Hansen) – 5:12

## Singlar

### Dr.Stein
1. Dr. Stein (Weikath) – 5:03
2. Savage (Kiske) – 3:27
3. Livin' Aint No Crime (Weikath) – 4:44
4. Victim of Fate (Kiske-version) (Hansen) –7:00

### I Want Out
1. I Want Out (Hansen) – 4:39
2. Save Us (Hansen) – 5:12
3. Don't Run for Cover (Kiske) – 4:35

## Medverkande
Musiker
- Michael Kiske – sång
- Michael Weikath – gitarr, bakgrundssång
- Kai Hansen – gitarr, bakgrundssång
- Markus Grosskopf – basgitarr, bakgrundssång
- Ingo Schwichtenberg – trummor

Produktion
- Tommy Newton – producent, inspelningstekniker, mixning
- Tommy Hansen – producent, inspelningstekniker, mixning, arrangemang
- Uwe Karczewski – omslagskonst
- Edda Karczewski – omslagskonst
- Michael Weikath – omslagskoncept
- Uschi Brem-Freund – foto
- Gene Kirkland – foto
- R. Limb Schnoor – foto
- Martin Becker – foto
- Kōichirō Hiki – foto